# Pre@Clasic
Pre@Clasic este al patrulea album de studio lansat de cantautorul român Florin Chilian. Albumul a fost lansat în anul 2017, la casa de discuri Luna PR & Events. Pre@Clasic reprezintă o reinterpretare a muzicii clasice, albumul fiind gândit și scris în totalitate pentru cvartet de corzi (muzică de cameră și voce). Prin acest album, Chilian „inventează” un nou gen muzical ce îmbină muzica pop cu muzica preclasică. Materialul a apărut pe piață în formate cvadruplu LP, triplu CD audio, cât și în format electronic (stick de memorie USB ce include partiturile cântecelor).

## Lista pieselor
Toate melodiile sunt scrise și compuse de Florin Chilian. 
| Pre@Clasic |                                            |                |         |  |
| Nr.        | Titlu                                      | Versuri        | Lungime |  |
| 1.         | „Chiar dacă... - Quartet”                  | Florin Chilian | 4:34    |  |
| 2.         | „Chiar dacă... - Quintet”                  | Florin Chilian | 4:35    |  |
| 3.         | „Ceapa vieții mele - Quartet”              | Florin Chilian | 3:36    |  |
| 4.         | „Ceapa vieții mele - Quintet”              | Florin Chilian | 3:36    |  |
| 5.         | „Viața ca o curvă - Quartet”               | Florin Chilian | 4:45    |  |
| 6.         | „Viața ca o curvă - Quintet”               | Florin Chilian | 4:45    |  |
| 7.         | „Oameni singuri - Quartet”                 | Florin Chilian | 4:47    |  |
| 8.         | „Oameni singuri - Quintet”                 | Florin Chilian | 4:47    |  |
| 9.         | „Întoarce-te când dorm... - Quartet”       | Florin Chilian | 5:53    |  |
| 10.        | „Întoarce-te când dorm... - Quintet”       | Florin Chilian | 5:20    |  |
| 11.        | „Iubi - Quartet”                           | Florin Chilian | 5:20    |  |
| 12.        | „Iubi - Quintet”                           | Florin Chilian | 5:03    |  |
| 13.        | „Lumi albe - Quartet”                      | Florin Chilian | 4:11    |  |
| 14.        | „Lumi albe - Quintet”                      | Florin Chilian | 4:11    |  |
| 15.        | „Șaveica de la Sarica Niculițel - Quartet” | Florin Chilian | 4:25    |  |
| 16.        | „Șaveica de la Sarica Niculițel - Quintet” | Florin Chilian | 4:25    |  |
| 17.        | „Zece - Quartet”                           | Florin Chilian | 4:14    |  |
| 18.        | „Zece - Quintet”                           | Florin Chilian | 4:14    |  |
| 19.        | „Să nu ucizi! - Quartet”                   | Florin Chilian | 4:08    |  |
| 20.        | „Să nu ucizi! - Quintet”                   | Florin Chilian | 4:08    |  |
| 21.        | „Wolf Fang (Colț de lup) - Quartet”        | Florin Chilian | 3:32    |  |
| 22.        | „Wolf Fang (Colț de lup) - Quintet”        | Florin Chilian | 3:32    |  |
| 23.        | „Termopane - Quartet”                      | Florin Chilian | 3:15    |  |
| 24.        | „Termopane - Quintet”                      | Florin Chilian | 3:15    |  |
| 25.        | „Să nu furi! - Quartet”                    | Florin Chilian | 4:54    |  |
| 26.        | „Să nu furi! - Quintet”                    | Florin Chilian | 4:54    |  |
| 27.        | „Nu mai beau - Quartet”                    | Florin Chilian | 3:26    |  |
| 28.        | „Nu mai beau - Quintet”                    | Florin Chilian | 3:26    |  |
| 29.        | „Ursitoare - Quartet”                      | Florin Chilian | 8:01    |  |
| 30.        | „Ursitoare - Quintet”                      | Florin Chilian | 8:01    |  |
| 31.        | „Dragostea mea - Quartet”                  | Florin Chilian | 3:53    |  |
| 32.        | „Dragostea mea - Quintet”                  | Florin Chilian | 3:53    |  |

## Detalii tehnice
- Florin Chilian – vocal, muzică, texte, producător muzical
- Ștefan Elefteriu – inginer de sunet, producător muzical

Înregistrările, mixajul, mastering-ul final au fost realizate la Studioul Sound Expert, București, 2009–2017.